# Hai Ngoc Tran
Hai Ngoc Tran (in lingua vietnamita Trần Ngọc Hải; Hanoi, 10 gennaio 1975) è un ex calciatore vietnamita naturalizzato norvegese, di ruolo difensore.

## Carriera

### Club

#### Gli esordi al Kongsvinger
Tran vestì la maglia del Kongsvinger dal 1992 al 1998. Debuttò nell'Eliteserien il 14 giugno 1992, quando sostituì Kai Erik Moen nella sconfitta per 3-2 contro il Lyn Oslo. Il calciatore totalizzò 116 apparizioni in campionato, con questo club, e partecipò anche alla Coppa Intertoto 1997.

#### Il trasferimento al Vålerenga
Il difensore passò poi al Vålerenga. Esordì in squadra il 21 agosto 1999, quando fu titolare nella sconfitta per 3-0 contro lo Stabæk. Tran vi rimase fino al termine del campionato 2001, nonostante la retrocessione dell'anno precedente.

#### Il ritorno al Kongsvinger
Tran tornò al Kongsvinger nel 2002, con la formazione militante nella 2. divisjon. Il 12 maggio 2002 siglò la prima rete con questa maglia, nel successo per 4-2 sul Grindvoll.

### Nazionale
Tran giocò per tutte le selezioni giovanili della Nazionale norvegese. Partecipò al mondiale Under-20 1993 e al campionato europeo Under-21 1998, dove la sua squadra raggiunse il terzo posto finale. Per la Norvegia under 21 giocò 38 incontri, il primo dei quali datato 19 aprile 1994, con il successo per 1-0 sul Portogallo under 21.
Giocò un incontro anche per la selezione maggiore, precisamente il 22 gennaio 1999, quando subentrò a André Bergdølmo nel pareggio per 3-3 contro l'Estonia.

## Statistiche

### Presenze e reti nei club
| Stagione           | Club               | Campionato         | Campionato | Campionato | Coppe nazionali | Coppe nazionali | Coppe nazionali | Coppe continentali | Coppe continentali | Coppe continentali | Supercoppe | Supercoppe | Supercoppe | Totale | Totale |
| Stagione           | Club               | Comp               | Pres       | Reti       | Comp            | Pres            | Reti            | Comp               | Pres               | Reti               | Comp       | Pres       | Reti       | Pres   | Reti   |
| ------------------ | ------------------ | ------------------ | ---------- | ---------- | --------------- | --------------- | --------------- | ------------------ | ------------------ | ------------------ | ---------- | ---------- | ---------- | ------ | ------ |
| 1992               | Kongsvinger        | ES                 | 9          | 0          | CN              | 4               | 0               | -                  | -                  | -                  | -          | -          | -          | 13     | 0      |
| 1993               | Kongsvinger        | ES                 | 9          | 0          | CN              | 2               | 0               | CU                 | 0                  | 0                  | -          | -          | -          | 11     | 0      |
| 1994               | Kongsvinger        | ES                 | 17         | 0          | CN              | 3               | 0               | -                  | -                  | -                  | -          | -          | -          | 20     | 0      |
| 1995               | Kongsvinger        | ES                 | 24         | 0          | CN              | 4               | 0               | -                  | -                  | -                  | -          | -          | -          | 28     | 0      |
| 1996               | Kongsvinger        | ES                 | 24         | 0          | CN              | 7               | 0               | -                  | -                  | -                  | -          | -          | -          | 31     | 0      |
| 1997               | Kongsvinger        | ES                 | 25         | 0          | CN              | 2               | 0               | CI                 | 3                  | 0                  | -          | -          | -          | 30     | 0      |
| 1997-1998          | LASK Linz          | BL                 | 4          | 0          | ÖFB             | 0               | 0               | -                  | -                  | -                  | -          | -          | -          | ?      | ?      |
| 1998               | Kongsvinger        | ES                 | 8          | 0          | CN              | 0               | 0               | -                  | -                  | -                  | -          | -          | -          | 8      | 0      |
| 1999               | Vålerenga          | ES                 | 1          | 0          | CN              | ?               | ?               | -                  | -                  | -                  | -          | -          | -          | 1+     | 0+     |
| 2000               | Vålerenga          | ES                 | 17         | 0          | CN              | ?               | ?               | -                  | -                  | -                  | -          | -          | -          | 17+    | 0+     |
| 2001               | Vålerenga          | 1D                 | 22         | 0          | CN              | ?               | ?               | -                  | -                  | -                  | -          | -          | -          | 22+    | 0+     |
| Totale Vålerenga   | Totale Vålerenga   | Totale Vålerenga   | 40         | 0          |                 | ?               | ?               |                    | -                  | -                  |            | -          | -          | 40+    | 0+     |
| 2002               | Kongsvinger        | 2D                 | 6          | 1          | CN              | 0               | 0               | -                  | -                  | -                  | -          | -          | -          | 6      | 1      |
| Totale Kongsvinger | Totale Kongsvinger | Totale Kongsvinger | 122        | 1          |                 | 22              | 0               |                    | 3                  | 0                  |            | -          | -          | 147    | 1      |
| Totale             | Totale             | Totale             | 166        | 1          |                 | 22+             | 0+              |                    | 3                  | 0                  |            | -          | -          | 191+   | 1+     |

### Cronologia presenze e reti in Nazionale
| Cronologia completa delle presenze e delle reti in nazionale ― Norvegia | Cronologia completa delle presenze e delle reti in nazionale ― Norvegia | Cronologia completa delle presenze e delle reti in nazionale ― Norvegia | Cronologia completa delle presenze e delle reti in nazionale ― Norvegia | Cronologia completa delle presenze e delle reti in nazionale ― Norvegia | Cronologia completa delle presenze e delle reti in nazionale ― Norvegia | Cronologia completa delle presenze e delle reti in nazionale ― Norvegia | Cronologia completa delle presenze e delle reti in nazionale ― Norvegia |
| Data                                                                    | Città                                                                   | In casa                                                                 | Risultato                                                               | Ospiti                                                                  | Competizione                                                            | Reti                                                                    | Note                                                                    |
| ----------------------------------------------------------------------- | ----------------------------------------------------------------------- | ----------------------------------------------------------------------- | ----------------------------------------------------------------------- | ----------------------------------------------------------------------- | ----------------------------------------------------------------------- | ----------------------------------------------------------------------- | ----------------------------------------------------------------------- |
| 22/01/1999                                                              | Umm al-Fahm                                                             | Estonia                                                                 | 3 – 3                                                                   | Norvegia                                                                | Amichevole                                                              | -                                                                       |                                                                         |
| Totale                                                                  |                                                                         | Presenze                                                                | 1                                                                       |                                                                         | Reti                                                                    | 0                                                                       |                                                                         |